# 川畠成道
川畠成道（かわばた なりみち、1971年11月21日 - ）は、東京都三鷹市生まれのヴァイオリニストである。レコードレーベルは、ビクターエンタテインメント。

## 生い立ち

### 幼少期
父・正雄はヴァイオリンの指導者であったが、幼年期はヴァイオリンを持たせなかった。8歳の時、祖父母とロサンゼルスへ旅行をした際に風邪を引いて日本から持って行った風邪薬を飲み、その風邪薬の副作用でスティーブンス・ジョンソン症候群に罹り、一命は取り留めたがその後遺症で角膜を損傷し視覚障害を負ってしまった。10歳の時ヴァイオリンを手にしたが、わずか3年後の1984年、中学校1年生で第38回全日本学生音楽コンクール東京大会中学生の部第3位を受賞した。また、同年、アイザック・スターンの公開レッスンに参加し、スターンから賞賛を受けた。

### 高校・大学時代
1987年、桐朋女子高等学校音楽科に入学し、江藤俊哉に師事する。1990年、桐朋学園大学音楽学部に入学、同年の第59回日本音楽コンクールで第3位を受賞。1994年、同大学を卒業した。

### イギリス留学
1994年9月、江藤俊哉のすすめで、英国王立音楽院からの奨学金を得て、同音楽院大学院へ留学。1996年、英国王立音楽院協奏曲コンクールで第1位を受賞。1997年、同音楽院175周年記念コンサートでソリストとしてブルッフのスコットランド幻想曲を演奏し、その後、「スペシャル・アーティスト・ステータス」の称号（同音楽院史上2人目）を与えられて同大学院を首席で卒業した。

### その後
1998年3月、サントリーホールにおいて、小林研一郎指揮日本フィルハーモニー交響楽団とメンデルスゾーンのヴァイオリン協奏曲を共演して日本デビュー。1999年12月、ファーストアルバムをリリースし、15万枚を売り上げる。2000年9月、ロサンジェルス公演でアメリカデビューを果たす。2002年9月、カーネギー・ホールへデビュー。

## 近年の活動
イギリスを拠点に海外、日本国内で演奏活動を行っている。通常の演奏活動のほかに、西アフリカ難民のためのチャリティコンサート、赤十字チャリティコンサート等、継続的に国内外で平和・弱者に光を当てるチャリティー・コンサート活動を精力的に行っている。
2007年4月21日には、セルヴェニカス指揮のスロヴェニア国立マリボール歌劇場管弦楽団と共に、ヴォルフ=フェラーリのヴァイオリン協奏曲の日本初演を行った。

## ディスコグラフィー
- 歌の翼に（1999年12月、ピアノ：ダニエル・ベン・ピエナール）
- アヴェ・マリア（2000年12月、ピアノ：ダニエル・ベン・ピエナール）
- 愛の悲しみ（2001年12月、ピアノ：ダニエル・ベン・ピエナール）
- 哀愁のトリステ（2003年3月、ピアノ：ダニエル・ベン・ピエナール）
- トロイメライ（2003年10月、ピアノ：ダニエル・ベン・ピエナール）
- シャコンヌ（2004年2月）
- 川畠成道の「四季」（2005年12月、マルコ・ボーニ指揮ボローニャ歌劇場室内合奏団）
- 美しき夕暮れ Beau Soir（2007年3月）
- The Best 川畠成道（2008年9月）

## 著作
- 僕は、涙の出ない目で泣いた。―視力障害の天才ヴァイオリニストがつかんだ人生の光（2000年12月）
- 魂の響き合うとき（2001年12月）
- 詩画集「天使の降りた街」（2001年12月）

## テレビ出演
- テレビ東京『あかたのげん』
- TBS『いのちの響』
- 日本テレビ『いつみても波瀾万丈』
- NHK教育『きらっといきる』

## エピソード
- 1999年11月27日、紀尾井ホールでのリサイタルで、ベートーヴェンのヴァイオリンソナタ第7番をプログラムの2曲目に入れていた。その第7番の第4楽章を演奏中に弦が切れるアクシデントがあったが、川畠は動じることもなく弦が切れたことを観客に告げ、伴奏ピアニストの介助を得て一旦舞台袖に下がり、弦を張り替えた後再登場して、アクシデントがなかったかのように第4楽章を弾き終え、観客の喝采を浴びた。